# Zahreblea, Orjîțea
Zahreblea (în ucraineană Загребля) este un sat în comuna Lukimea din raionul Orjîțea, regiunea Poltava, Ucraina.

## Demografie
Componența lingvistică a localității Zahreblea
     Ucraineană (100%)
Conform recensământului din 2001, toată populația localității Zahreblea era vorbitoare de ucraineană (100%).